# Ciro Immobile
Ciro Immobile (Torre Annunziata, 20. veljače 1990.) talijanski je nogometaš koji igra na poziciji napadača. Trenutačno igra za Bolognu.
Karijeru je započeo u talijanskom klubu Sorrento. Godine 2009. kupio ga je Juventus, ali tamo nije bio redovit igrač. Bio je na posudbi u 3 različita kluba prije odlaska u Genou 2012. godine. Nakon provedene sezone u Genoi prešao je u redove Torina. U jedinoj sezoni u Torinu osvojio je nagradu Capocannoniere za najboljeg strijelca u Serie A s postignuta 22 gola u 33 utakmice.
Talijanski nogometni izbornik objavio je u svibnju 2016. godine popis za nastup na Europskom prvenstvu u Francuskoj, na kojem se nalazio Immobile. Immobile je nastupio u grupnoj fazoj natjecanja protiv Belgije i Irske. Italija se oprostila od Europskog prvenstva u četvrtfinalu protiv Njemačke.

## Vanjske poveznice
- Profil na Transfermarktu
- Profil na Soccerwayu